# Divisão N.º 12 (Manitoba)
A Divisão N.º 12 é uma das vinte e três divisões do censo da província de Manitoba no Canadá. A área faz parte da Região de Eastman, no sudeste de Manitoba. A base econômica da região é a agricultura e a pecuária.